# 12º Gruppo caccia
Il 12º Gruppo caccia è un gruppo di volo che fa parte del 36º Stormo dell'Aeronautica Militare, la cui missione operativa è la difesa aerea dell'area di interesse nazionale e NATO, concorrendo al controllo, sin dal tempo di pace, dello spazio aereo relativo e, in concorso con le altre Forze Armate, partecipare alla difesa della nazione e delle acque nazionali, a salvaguardia da eventuali attacchi aerei, navali e terrestri.

## La nascita

### Prima guerra mondiale
Il XII Gruppo aeroplani nasce il 10 maggio 1917 per la 4ª Armata sull'aeroporto di Belluno comandato dal capitano osservatore Felice Porro. 
Ha partecipato alla prima guerra mondiale dotato di velivoli Savoia-Pomilio SP.2, Savoia-Pomilio SP.3 (35ª Squadriglia), SAML (1ª Sezione della 113ª Squadriglia), Nieuport (2ª Sezione della 83ª Squadriglia), SIA 7b e Caudron G.4 (48ª Squadriglia).
A giugno il comando passa al maggiore Alberto Novellis di Coarazze ed in estate torna a Porro quando cede la 35ª.
Il 30 agosto arriva la 115ª Squadriglia SAML che prende la sezione della 113ª a Villaverla e poi riprende la 35^ S.P.3.
Il 3 ottobre riceve la 117ª Squadriglia SAML ed il 15 ottobre cede la 35ª.
Il 3 novembre arrivano la 27ª Squadriglia e la 22ª Squadriglia ed al 10 novembre arriva la 36ª Squadriglia di Istrana e cede la 117ª.
Con i Caudron, Savoia Pomilio e SIA effettua direzione dei tiri di artiglieria e riprese fotografiche ed il 15 gennaio 1918 il comando passa al capitano Mario Martucci.
In primavera il reparto è a Cittadella (Italia) con la 22ª SIA, 36ª SIA, la 2ª Sezione della 24ª Squadriglia al campo di aviazione di Casoni di Mussolente, la 27ª e 35ª SIA e la 48ª Caudron G.4 a Castello di Godego.
Il 16 luglio si sposta a Casoni al comando del capitano Ettore Lodi (futuro generale della Regia Aeronautica nella seconda guerra mondiale) restando con la 22ª e 36ª Squadriglia.
A dicembre si sposta a Comina (Friuli-Venezia Giulia) e dispone della 22ª e 26ª Squadriglia ed il 28 febbraio 1919 della 21ª Squadriglia, 24ª e 4ª Sezione SVA.
Ad aprile torna a Casoni con il maggiore Lodi che dispone della 21ª e 36ª SAML e presumibilmente viene sciolto all'inizio dell'estate.

### Regia Aeronautica
Dal 1934 al 1941 vi prestava servizio Duilio Fanali che vi ha comandato in periodi successivi la 155ª, la 165ª e la 160ª squadriglia.
Fino al 1938 volava con la 160ª e 165ª Squadriglia con i Caproni A.P.1 nel 50º Stormo d'Assalto.
Nella primavera del 1939 il Gruppo si trasferisce in Africa Settentrionale Italiana operando con velivoli Caproni Ca.310 e Ba.65.

### Seconda guerra mondiale
Al 10 giugno 1940 era a Sorman al comando del maggiore Bruno Cudugnello formato dalla 159ª e 160ª Squadriglia con 12 Caproni Ca.310bis ognuna nel 50º Stormo Assalto. 
Successivamente partecipa alle operazioni equipaggiato con velivoli Fiat G.50 e MC-200, svolgendo missioni d'allarme a difesa del porto di Tripoli e scorta ai trasporti aerei ed ai convogli. 
Al 25 dicembre 1941 erano in Libia con i G 50 a Castelbenito all'aeroporto di Tripoli.
Dopo l'armistizio dell'8 settembre 1943 entra a far parte del 4º Stormo alle dipendenze del "Raggruppamento Caccia", con velivoli M.C.202.
Al 2 maggio 1945 era all'aeroporto di Lecce-Galatina con la 91ª Squadriglia e 73ª Squadriglia sui P-39 del 4º Stormo Caccia.

## La ricostituzione
Viene ricostituito il 1 settembre 1953, in seno al 4º Stormo, sull'aeroporto di Napoli-Capodichino, con velivoli de Havilland DH.100 Vampire. Il 16 giugno 1956 il Gruppo si trasferisce all'Aeroporto di Pratica di Mare transitando prima sui velivoli F-86E ed in seguito sugli F-86K. Il 10 marzo 1959 si sposta all'Aeroporto di Grosseto.

## Il secondo dopoguerra
Il 24 settembre 1963 il XII arriva sull'Aeroporto di Gioia del Colle come "Gruppo Autonomo" ma sempre in seno alla 4ª Aerobrigata e su velivolo F-86K, per poi costituire il 1 giugno 1966, insieme al 156º Gruppo, il 36º Stormo. Il 7 dicembre 1971 riceve il primo F-104 Starfighter. Dopo circa 24 anni di servizi d'allarme con lo "Starfighter", il XII Gruppo viene dotato, dal 5 luglio 1995,  di velivoli Panavia Tornado ADV con cui partecipa nel 1999 all'Operazione Allied Force nei Balcani.
Il 1 Marzo 2001, il personale del XII Gruppo accoglie quello del 21º Gruppo caccia, che viene messo in posizione "Quadro".
Dal 2004 il Gruppo opera con velivoli MB-339CD.
Dal 1º ottobre 2007 il XII Gruppo è dotato del velivolo EF-2000 "Typhoon". 
Partecipa, nel 2011, all'operazione Unified Protector, fornisce il dispositivo di sorveglianza aerea in occasione di Grandi Eventi e prende parte ai rischieramenti in Islanda e Lituania in seno alle missioni di "Air Policing" sotto il comando NATO.